# Liste der Mitglieder der Deutschen Akademie der Naturforscher Leopoldina/1848
Die Liste der Mitglieder der Deutschen Akademie der Naturforscher Leopoldina für 1848 enthält alle Personen, die im Jahr 1848 zum Mitglied ernannt wurden. Insgesamt gab es zwei neu gewählte Mitglieder.

## Mitglieder
| Nr.  | Name            | Beiname          | Geboren       | Aufnahme | Gestorben    | Sektion  | Bild | Datenbank                    |
| ---- | --------------- | ---------------- | ------------- | -------- | ------------ | -------- | ---- | ---------------------------- |
| 1591 | Wilhelm Behn    | Marco Polo I.    | 25. Dez. 1808 | 1. Nov.  | 14. Mai 1878 | Anatomie |      | Wilhelm Friedrich Georg Behn |
| 1592 | Ottomar Domrich | Eberhard Schmidt | 22. Apr. 1819 | 1. Nov.  | 1. Apr. 1907 | Medizin  |      | Ottomar Domrich              |

## Hinweis zu den Lebensdaten
In der Liste sind zunächst die Lebensdaten gemäß Archiv der Leopoldina aufgenommen. Diese beziehen sich auf die Angaben gem. Neigebaur (1860) und Ule (1889). Die Lebensdaten im Namensartikel können daher von den Lebensdaten in der Liste abweichen.